# Sport Club Fortuna Köln 1979-1980
Questa voce raccoglie le informazioni riguardanti il Sport Club Fortuna Köln nelle competizioni ufficiali della stagione 1979-1980.

## Stagione
Nella stagione 1979-1980 il Fortuna Colonia, allenato da Rudi Faßnacht e Jean Löring, concluse il campionato di 2. Bundesliga al 6º posto. In Coppa di Germania il Fortuna Colonia fu eliminato al terzo turno dal Darmstadt.

## Rosa
| N. |                      | Ruolo | Calciatore        |
| -- | -------------------- | ----- | ----------------- |
|    | Germania (bandiera)  | P     | Arno Domgörgen    |
|    | Germania (bandiera)  | P     | Franz-Josef Pauly |
|    | Germania (bandiera)  | D     | Willi Gless       |
|    | Islanda (bandiera)   | D     | Janus Guðlaugsson |
|    | Germania (bandiera)  | D     | Heribert Höck     |
|    | Germania (bandiera)  | D     | Adolf Kuhlen      |
|    | Germania (bandiera)  | D     | Hugo Lütkebohmert |
|    | Danimarca (bandiera) | D     | Flemming Nielsen  |
|    | Germania (bandiera)  | D     | Erich Sauk        |
|    | Germania (bandiera)  | C     | Horst-Franz Degen |
|    | Germania (bandiera)  | C     | Dieter Finkler    |

| N. |                     | Ruolo | Calciatore         |
| -- | ------------------- | ----- | ------------------ |
|    | Spagna (bandiera)   | C     | Juan Garcia        |
|    | Germania (bandiera) | C     | Hans-Jürgen Gede   |
|    | Germania (bandiera) | C     | Jochen Goll        |
|    | Germania (bandiera) | C     | Jonny Hey          |
|    | Germania (bandiera) | C     | Kemper             |
|    | Germania (bandiera) | C     | Hannes Linßen      |
|    | Germania (bandiera) | C     | Ludwig Schuster    |
|    | Germania (bandiera) | A     | Elmar Jürgens      |
|    | Germania (bandiera) | A     | Karl-Heinz Mödrath |
|    | Germania (bandiera) | A     | Roland Stegmayer   |

## Organigramma societario
Area tecnica
- Allenatore: Jean Löring
- Allenatore in seconda:
- Preparatore dei portieri:
- Preparatori atletici:

## Calciomercato

### Sessione estiva
| Acquisti | Acquisti          | Acquisti         | Acquisti |
| R.       | Nome              | da               | Modalità |
| -------- | ----------------- | ---------------- | -------- |
| A        | Elmar Jürgens     | Preußen Münster  |          |
| C        | Jonny Hey         | Grasshoppers     |          |
| C        | Hans-Jürgen Gede  | Preußen Münster  |          |
| D        | Janus Guðlaugsson | FH Hafnarfjörður |          |

| Cessioni | Cessioni     | Cessioni         | Cessioni |
| R.       | Nome         | a                | Modalità |
| -------- | ------------ | ---------------- | -------- |
| C        | Klaus Albert | Viktoria Colonia |          |
| A        | Karl Berger  | Winterslag       |          |
| A        | Otmar Ludwig | Freiburger       |          |

### Sessione invernale
| Acquisti | Acquisti | Acquisti | Acquisti |
| R.       | Nome     | da       | Modalità |
| -------- | -------- | -------- | -------- |

| Cessioni | Cessioni          | Cessioni    | Cessioni |
| R.       | Nome              | a           | Modalità |
| -------- | ----------------- | ----------- | -------- |
| A        | Klaus-Dieter Bone | FC Beringen |          |

## Risultati

### 2. Bundesliga

#### Girone di andata
| Essen 29 luglio 1979 1ª giornata | Rot-Weiss Essen | 0 – 0 referto | Fortuna Colonia | Georg-Melches-Stadion (7 600 spett.)\| Arbitro: \| Winkler \| |
| Arbitro:                         | Winkler         |               |                 |                                                               |

| Arbitro: | Kasperowski |

|                                            |           |  |
| Schuster 38’ Stegmayer 41’, 58’ Linßen 89’ | Marcatori |  |

| Arbitro: | Schön |

|              |           |               |
| Wehmeier 26’ | Marcatori | 71’ Stegmayer |

| Arbitro: | Brückner |

|                                               |           |  |
| Goll 27’ Gless 67’, 82’ Schuster 73’ Bone 74’ | Marcatori |  |

| Arbitro: | Milkert |

|             |           |          |
| Poesger 14’ | Marcatori | 25’ Bone |

| Arbitro: | Gabriel |

|                                       |           |  |
| Mödrath 23’, 29’ Gless 40’ Linßen 59’ | Marcatori |  |

| Arbitro: | Kohnen |

|                                 |           |                                  |
| Ernemann 33’ Jordt 42’ Witt 75’ | Marcatori | 7’ Stegmayer 15’ Linßen 30’ Goll |

| Arbitro: | Möller |

|                        |           |            |
| Sauk 32’ Stegmayer 37’ | Marcatori | 4’ Dierßen |

| Arbitro: | Reichmann |

|            |           |                      |
| Kremer 15’ | Marcatori | 19’ Linßen 39’ Gless |

| Arbitro: | Hennig |

|                                |           |  |
| Mödrath 23’, 83’ Stegmayer 53’ | Marcatori |  |

| Arbitro: | Ahlenfelder |

|                                   |           |  |
| Pohl 42’ Sackewitz 58’ Schock 79’ | Marcatori |  |

| Arbitro: | Risse |

|                              |           |                               |
| Jürgens 36’, 57’ Mödrath 72’ | Marcatori | 25’, 86’ Clute-Simon 62’ Kehr |

| Arbitro: | Malbranc |

|  |           |                                                                |
|  | Marcatori | 12’ Linßen 16’ Goll 19’ Jürgens 41’ Gede 50’, 53’, 60’ Mödrath |

| Arbitro: | Vordanz |

|                  |           |  |
| Mödrath 25’, 44’ | Marcatori |  |

| Arbitro: | Uhlig |

|              |           |              |
| Skandera 60’ | Marcatori | 44’ Schuster |

| Arbitro: | Wuttke |

|  |           |                         |
|  | Marcatori | 53’ Füllborn 89’ Kaczor |

| Arbitro: | Fiene |

|                     |           |           |
| Schatzschneider 88’ | Marcatori | 12’ Gless |

| Arbitro: | Niemann |

|                               |           |               |
| Schuster 31’ Mödrath 71’, 82’ | Marcatori | 90’ Lopatenko |

| Arbitro: | Osmers |

|                                        |           |             |
| Lüttges 37’, 67’ Ochmann 41’, 74’, 83’ | Marcatori | 76’ Mödrath |

#### Girone di ritorno
| Arbitro: | Möller |

|                       |           |          |
| Linßen 9’ Mödrath 78’ | Marcatori | 21’ Mill |

| Arbitro: | Horstmann |

|  |           |                        |
|  | Marcatori | 43’ Linßen 85’ Jürgens |

| Arbitro: | Mölm |

|                         |           |  |
| Jürgens 13’ Mödrath 54’ | Marcatori |  |

| Arbitro: | Kopka |

|                    |           |                                       |
| Linz 21’ Rolff 58’ | Marcatori | 13’ Gede 27’ Lütkebohmert 54’ Mödrath |

| Arbitro: | Gathmann |

|                                            |           |                          |
| Mödrath 40’, 67’, 77’ Goll 45’ Jürgens 84’ | Marcatori | 13’ Bartels 89’ Krumbein |

| Arbitro: | Waltert |

|            |           |                     |
| Redder 41’ | Marcatori | 15’ Mödrath 31’ Hey |

| Arbitro: | Wichmann |

|  |           |                                            |
|  | Marcatori | 8’, 59’ Tönsfeldt 65’ Jordt 81’ Brexendorf |

| Arbitro: | Ahlenfelder |

|                           |           |            |
| Bebensee 20’ Behrends 89’ | Marcatori | 5’ Mödrath |

| Arbitro: | Milkert |

|                  |           |            |
| Lütkebohmert 53’ | Marcatori | 6’ Seegler |

| Arbitro: | Nolte |

|                     |           |             |
| Kosien 8’ Lücke 41’ | Marcatori | 68’ Jürgens |

| Arbitro: | Retzmann |

|             |           |                    |
| Mödrath 81’ | Marcatori | 4’, 53’ Eilenfeldt |

| Arbitro: | Weber |

|              |           |             |
| Bertrams 85’ | Marcatori | 39’ Mödrath |

| Colonia 26 aprile 1980 32ª giornata | Fortuna Colonia | 0 – 0 referto | Osnabrück | Südstadion (350 spett.)\| Arbitro: \| Wahmann \| |
| Arbitro:                            | Wahmann         |               |           |                                                  |

| Arbitro: | Lins |

|                                |           |                  |
| Grunenberg 49’ Stolzenburg 53’ | Marcatori | 40’ Lütkebohmert |

| Arbitro: | Fiene |

|                                                                      |           |                         |
| Stegmayer 21’, 85’ Lütkebohmert 28’ Mödrath 38’, 80’ (rig.) Gede 57’ | Marcatori | 9’ Dahmani 24’ Buhsfeld |

| Arbitro: | Schön |

|                                  |           |                     |
| Schäfers 52’ Fuchs 66’ Mense 80’ | Marcatori | 43’ Gede 76’ Linßen |

| Arbitro: | Wuttke |

|  |           |                                        |
|  | Marcatori | 72’ Schatzschneider 75’, 90’ Kinkeldey |

| Arbitro: | Risse |

|              |           |                                                 |
| Holtkamp 75’ | Marcatori | 27’ Stegmayer 31’ Schuster 38’ Gede 68’ Mödrath |

| Arbitro: | Teichert |

|                       |           |                         |
| Stegmayer 8’ Gede 38’ | Marcatori | 85’ Schmitz 88’ Lüttges |

### Coppa di Germania
| Arbitro: | Dreher |

|  |           |                                       |
|  | Marcatori | 33’ Mödrath 79’, 86’ Goll 83’ Finkler |

| Arbitro: | Hellwig |

|             |           |                    |
| Schulte 63’ | Marcatori | 32’ Goll 116’ Bone |

| Arbitro: | Walz |

|                                                                                   |           |                  |
| Kalb 15’ (rig.) Collet 22’, 27’ (rig.) Weber 39’ Neumann 51’ Karow 56’ Menges 86’ | Marcatori | 19’ Hey 55’ Goll |

## Statistiche

### Statistiche di squadra
| Competizione      | Punti | In casa | In casa | In casa | In casa | In casa | In casa | In trasferta | In trasferta | In trasferta | In trasferta | In trasferta | In trasferta | Totale | Totale | Totale | Totale | Totale | Totale | DR  |
| Competizione      | Punti | G       | V       | N       | P       | Gf      | Gs      | G            | V            | N            | P            | Gf           | Gs           | G      | V      | N      | P      | Gf     | Gs     | DR  |
| ----------------- | ----- | ------- | ------- | ------- | ------- | ------- | ------- | ------------ | ------------ | ------------ | ------------ | ------------ | ------------ | ------ | ------ | ------ | ------ | ------ | ------ | --- |
| 2. Bundesliga     | 45    | 19      | 11      | 4       | 4       | 45      | 24      | 19           | 6            | 7            | 6            | 34           | 30           | 38     | 17     | 11     | 10     | 79     | 54     | +25 |
| Coppa di Germania | -     | 0       | 0       | 0       | 0       | 0       | 0       | 3            | 2            | 0            | 1            | 8            | 8            | 3      | 2      | 0      | 1      | 8      | 8      | 0   |
| Totale            | 45    | 19      | 11      | 4       | 4       | 45      | 24      | 22           | 8            | 7            | 7            | 42           | 38           | 41     | 19     | 11     | 11     | 87     | 62     | +25 |

### Andamento in campionato
| Giornata  | 1  | 2 | 3 | 4 | 5 | 6 | 7 | 8 | 9 | 10 | 11 | 12 | 13 | 14 | 15 | 16 | 17 | 18 | 19 | 20 | 21 | 22 | 23 | 24 | 25 | 26 | 27 | 28 | 29 | 30 | 31 | 32 | 33 | 34 | 35 | 36 | 37 | 38 |
| --------- | -- | - | - | - | - | - | - | - | - | -- | -- | -- | -- | -- | -- | -- | -- | -- | -- | -- | -- | -- | -- | -- | -- | -- | -- | -- | -- | -- | -- | -- | -- | -- | -- | -- | -- | -- |
| Luogo     | T  | C | T | C | T | C | T | C | T | C  | T  | C  | T  | C  | T  | C  | T  | C  | T  | C  | T  | C  | T  | C  | T  | C  | T  | C  | T  | C  | T  | C  | T  | C  | T  | C  | T  | C  |
| Risultato | N  | V | N | V | N | V | N | V | V | V  | P  | N  | V  | V  | N  | P  | N  | V  | P  | V  | V  | V  | V  | V  | V  | P  | P  | N  | P  | P  | N  | N  | P  | V  | P  | P  | V  | N  |
| Posizione | 10 | 6 | 5 | 3 | 4 | 1 | 2 | 1 | 1 | 1  | 2  | 2  | 2  | 2  | 2  | 3  | 4  | 2  | 5  | 4  | 3  | 3  | 3  | 3  | 3  | 3  | 3  | 3  | 4  | 4  | 4  | 4  | 4  | 4  | 4  | 6  | 6  | 6  |

Legenda:

Luogo: C = Casa; T = Trasferta. Risultato: V = Vittoria; N = Pareggio; P = Sconfitta.

### Statistiche dei giocatori
| Giocatore       | 2. Bundesliga | 2. Bundesliga | 2. Bundesliga | 2. Bundesliga | Coppa di Germania | Coppa di Germania | Coppa di Germania | Coppa di Germania | Totale   | Totale | Totale      | Totale     |
| Giocatore       | Presenze      | Reti          | Ammonizioni   | Espulsioni    | Presenze          | Reti              | Ammonizioni       | Espulsioni        | Presenze | Reti   | Ammonizioni | Espulsioni |
| --------------- | ------------- | ------------- | ------------- | ------------- | ----------------- | ----------------- | ----------------- | ----------------- | -------- | ------ | ----------- | ---------- |
| K. Bone         | 12            | 2             | 0             | 0             | 1                 | 1                 | 0                 | 0                 | 13       | 3      | 0           | 0          |
| H. Degen        | 29            | 0             | 1             | 0             | 2                 | 0                 | 0                 | 0                 | 31       | 0      | 1           | 0          |
| A. Domgörgen    | 1             | 0             | 0             | 0             | 0                 | 0                 | 0                 | 0                 | 1        | 0      | 0           | 0          |
| D. Finkler      | 35            | 0             | 10            | 0             | 3                 | 1                 | 0                 | 0                 | 38       | 1      | 10          | 0          |
| J. Garcia       | 0             | 0             | 0             | 0             | 2                 | 0                 | 0                 | 0                 | 2        | 0      | 0           | 0          |
| H. Gede         | 27            | 6             | 1             | 0             | 1                 | 0                 | 1                 | 0                 | 28       | 6      | 2           | 0          |
| W. Gless        | 31            | 5             | 1             | 0             | 3                 | 0                 | 0                 | 0                 | 34       | 5      | 1           | 0          |
| J. Goll         | 34            | 4             | 3             | 0             | 3                 | 4                 | 0                 | 0                 | 37       | 8      | 3           | 0          |
| J. Guðlaugsson  | 20            | 0             | 1             | 0             | 1                 | 0                 | 0                 | 0                 | 21       | 0      | 1           | 0          |
| J. Hey          | 25            | 1             | 1             | 0             | 1                 | 1                 | 1                 | 0                 | 26       | 2      | 2           | 0          |
| H. Höck         | 7             | 0             | 1             | 0             | 2                 | 0                 | 1                 | 0                 | 9        | 0      | 2           | 0          |
| E. Jürgens      | 21            | 7             | 0             | 0             | 1                 | 0                 | 0                 | 0                 | 22       | 7      | 0           | 0          |
| K. Kemper       | 0             | 0             | 0             | 0             | 1                 | 0                 | 1                 | 0                 | 1        | 0      | 1           | 0          |
| A. Kuhlen       | 7             | 0             | 0             | 0             | 0                 | 0                 | 0                 | 0                 | 7        | 0      | 0           | 0          |
| H. Linßen       | 35            | 8             | 7             | 0             | 3                 | 0                 | 0                 | 0                 | 38       | 8      | 7           | 0          |
| H. Lütkebohmert | 36            | 4             | 3             | 0             | 3                 | 0                 | 0                 | 0                 | 39       | 4      | 3           | 0          |
| K. Mödrath      | 37            | 26            | 2             | 0             | 3                 | 1                 | 0                 | 0                 | 40       | 27     | 2           | 0          |
| F. Nielsen      | 2             | 0             | 0             | 0             | 0                 | 0                 | 0                 | 0                 | 2        | 0      | 0           | 0          |
| F. Pauly        | 37            | 0             | 0             | 0             | 3                 | 0                 | 0                 | 0                 | 40       | 0      | 0           | 0          |
| E. Sauk         | 28            | 1             | 2             | 0             | 2                 | 0                 | 0                 | 0                 | 30       | 1      | 2           | 0          |
| L. Schuster     | 30            | 5             | 3             | 1             | 3                 | 0                 | 1                 | 0                 | 33       | 5      | 4           | 1          |
| R. Stegmayer    | 20            | 10            | 0             | 0             | 1                 | 0                 | 0                 | 0                 | 21       | 10     | 0           | 0          |